# Japonski paleolitik
Japonski paleolitik (旧石器時代 "kjusekki džidaj", tudi 先土器文化 "sendoki bunka" predkeramična kultura) je obdobje človeške poselitve japonskega otočja od približno 35.000-14.000 pr. n. št., ko se začne mezolitsko naseljevanje ljudstva Džomon. V času od zadnje ledene dobe (pred 2,58 milijoni let) do danes je bila globalna morska gladina periodično nižja, zato je bilo japonsko otočje preko otoka Sahalin na severu verjetno vsaj občasno kopensko povezano s celinsko Azijo. Tudi Korejska ožina je bila v času zadnjega ledeniškega maksimuma pred približno 25.000 leti zelo ozka, kar je omogočilo prihod staroselcev na območje današnje Japonske. Prihajali so iz Sibirije in Kamčatke preko Hokaida ter iz Kitajske preko Korejskega polotoka. Vsa človeška prisotnost pred tem obdobjem je še vedno stvar ugibanj, saj je avtentičnost starejših artefaktov vprašljiva. Najstarejše kosti so našli v Hamamacu, prefektura Šizuoka. Radiokarbonska datiranje jih umešča 14-18.000 let v preteklost.
Japonski paleolitik je unikaten, saj segajo najdbe klesanih in poliranih kamnitih orodij vsaj 30.000 v zgodovino. Podobno neolitsko tehnologijo bi glede na preostali svet pričakovali šele pred 10.000 leti. Razlogi za tak napredek niso znani, pripisujejo ga ugodnem podnebju v tistem času, ki naj bi blagodejno vplivalo na življenja staroselcev. Obdobje japonskega paleolitika zaradi izvirnosti ne moremo povezati s splošno definicijo paleolitika in njegovih kultur, saj izkazuje značilnosti mezolitika in neolitika.

### Paleoantropologija
Paleolitsko prebivalstvo Japonske in kasnejše ljudstvo Džomon izhajata iz starodavne paleo-azijske skupine, ki je zasedala večji del Azije pred razširitvijo populacij, ki so okarakterizirale današnje prebivalce Kitajske, Koreje in Japonske. Skeletne značilnosti kažejo velike podobnosti z aborigini azijske celine, zobovje pa spada k skupini Sundadontov, ki so prebivali na jugovzhodu Azije, kjer se danes mešata populaciji Sundadontov in Sinodontov. Lobanje so močnejše, oči pa so relativno bolj pogreznjene.
Aboriginski ljudstvi Ajnu s severnega otoka Hokaida in Rjukjučani z južnih otokov so potomci paleolitskih priseljencev. Zgodnji raziskovalci so jih uvrščali med kavkazoide, danes pa je širše sprejeto, da imajo karakteristike prej omenjenih paleolitskih naseljencev jugovzhodne Azije.
Genetske analize današnjih prebivalcev Japonske (ljudstvo Jamato) kažejo na obsežno mešanje med staroselci in kasnejšimi prišleki, saj približno 20-30 % dednega materiala izvira iz aboriginskega paleolitskega in džomonskega zanamstva, preostanek pa od kasnejših priseljencev ljudstva Jajoj.

### Arheologija
Arheološke raziskave so se začele šele po drugi svetovni vojni, saj so se arheologi pri izkopavanjih navadno ustavili pri najdbah iz džomonskega obdobja, ki je dolgo veljalo za začetek poselitve. Pod obstoječimi najdbišči se je pogosto nahajalo starejše.Prvo takšno najdbo (kamnite sekire) je leta 1946 zabeležil Tadahiro Ajzava, do danes pa jih je znanih že preko 5.000 novih nahajališč. Jamskih poslikav niso odkrili, prve izhajajo šele iz Obdobja Kofun.
Narava preučevanja je zaradi vulkanskega izvora otočja odvisna od vulkanske aktivnosti v preteklosti. Veliki izbruhi so navadno prekrili dele ali pa kar celotno otočje s pepelom, kar omogoča natančno datiranje glede na globino zakopa. Zelo pomemben takšen sloj je plovec AT (Ajra-Tanzava), ki je prekril vso Japonsko pred 21-22.000 leti. 
Večji škandal v japonski arheološki zgodovini je t.i. prevara o japonskem paleolitiku, ko je ugled celotne stroke leta 2000 načel Šin'iči Fudžimura, arheolog v prefekturi Mijagi. V časopisju so se pojavile slike, na katerih podtika najdbe pri nahajališču Kamitakamori, kjer jih je naslednji dan "našel". Preiskava je pokazala, da so skoraj vse njegove najdbe njegovo delo. Krivdo je pred tem priznal. Posledično lahko le malo najdb, starejših od 35.000 let, pripišemo človeški dejavnosti.